# Monstrillopsis reticulata
Monstrillopsis reticulata är en kräftdjursart som först beskrevs av Davis 1949.  Monstrillopsis reticulata ingår i släktet Monstrillopsis och familjen Monstrillidae. Inga underarter finns listade i Catalogue of Life.